# Biathlon ai XVIII Giochi olimpici invernali
Nel biathlon ai XVIII Giochi olimpici invernali, che si svolsero nel 1998 a Nagano (Giappone), vennero assegnate medaglie in sei specialità. 

## Risultati

### Biathlon maschile

#### 10 km
| Posizione | Atleta               | Nazione   | Tempo / Pen. |
| --------- | -------------------- | --------- | ------------ |
| 1         | Ole Einar Bjørndalen | Norvegia  | 27:16,2 / 0  |
| 2         | Frode Andresen       | Norvegia  | 28:17,8 / 2  |
| 3         | Ville Räikkönen      | Finlandia | 28:21,7 / 1  |

#### 20 km
| Posizione | Atleta              | Nazione     | Tempo / Pen. |
| --------- | ------------------- | ----------- | ------------ |
| 1         | Halvard Hanevold    | Norvegia    | 56:16,4 / 1  |
| 2         | Pieralberto Carrara | Italia      | 56:21,9 / 0  |
| 3         | Aljaksej Ajdaraŭ    | Bielorussia | 56:46,5 / 1  |

#### Staffetta 4x7,5 km
| Posizione | Nazione  | Atleti                                                             | Tempo / Pen.  |
| --------- | -------- | ------------------------------------------------------------------ | ------------- |
| 1         | Germania | Ricco Groß Peter Sendel Sven Fischer Frank Luck                    | 1:21:36,2 /0  |
| 2         | Norvegia | Egil Gjelland Halvard Hanevold Dag Bjørndalen Ole Einar Bjørndalen | 1:22:19,3 / 0 |
| 3         | Russia   | Pavel Muslimov Vladimir Dračëv Sergej Tarasov Viktor Majgurov      | 1:22:19,3 / 0 |

### Biathlon femminile

#### 7,5 km
| Posizione | Atleta         | Nazione  | Tempo / Pen. |
| --------- | -------------- | -------- | ------------ |
| 1         | Galina Kukleva | Russia   | 23:08,0 / 1  |
| 2         | Uschi Disl     | Germania | 23:08,7 / 1  |
| 3         | Katrin Apel    | Germania | 23:32,4 / 1  |

#### 15 km
| Posizione | Atleta             | Nazione  | Tempo / Pen. |
| --------- | ------------------ | -------- | ------------ |
| 1         | Ekaterina Dafovska | Bulgaria | 54:52,0 / 0  |
| 2         | Olena Petrova      | Ucraina  | 55:09,8 / 1  |
| 3         | Uschi Disl         | Germania | 55:17,9 / 1  |

#### Staffetta 4x7,5 km
| Posizione | Nazione  | Atlete                                                                        | Tempo / Pen.  |
| --------- | -------- | ----------------------------------------------------------------------------- | ------------- |
| 1         | Germania | Uschi Disl Martina Zellner Katrin Apel Petra Behle                            | 1:40:13,6 / 0 |
| 2         | Russia   | Ol'ga Mel'nik Galina Kukleva Al'bina Achatova Ol'ga Romas'ko                  | 1:40:25,2 / 0 |
| 3         | Norvegia | Ann Elen Skjelbreid Annette Sikveland Gunn Margit Andreassen Liv Grete Poirée | 1:40:37,3 / 2 |

## Medagliere per nazioni
| Pos. | Paese       | Oro | Argento | Bronzo | Totale |
| ---- | ----------- | --- | ------- | ------ | ------ |
| 1    | Norvegia    | 2   | 2       | 1      | 5      |
| 2    | Germania    | 2   | 1       | 2      | 5      |
| 3    | Russia      | 1   | 1       | 1      | 3      |
| 4    | Bulgaria    | 1   | 0       | 0      | 1      |
| 5    | Italia      | 0   | 1       | 0      | 1      |
|      | Ucraina     | 0   | 1       | 0      | 1      |
| 7    | Bielorussia | 0   | 0       | 1      | 1      |
| 8    | Finlandia   | 0   | 0       | 1      | 1      |